# Антонов, Сергей Фёдорович (писатель)
Серге́й Фёдорович Анто́нов (1917—1985) — советский писатель, один из авторов Ленинианы.

## Биография
Родился 16 августа 1917 года, по одним сведениям  — в селе Мокрое Калужской губернии (ныне — Куйбышевского района Калужской области), по другим — в Москве.
Учился на литературном факультете Московского педагогического института, откуда перешел на сценарный факультет Всесоюзного государственного института кинематографии. В 1941 году ушёл в народное ополчение. После войны работал инструктором по вопросам кино в ЦК ВЛКСМ, затем главным редактором сценарного отдела в Государственном комитете по кинематографии при Совете Министров СССР (1947—1963).
Печататься начал с 1943 года. Автор книг «Дни открытий», «Далекий путешественник», «Полпред из Пахомовки» и сборников «Огонёк вдалеке», «Дорогие черты», в «В далёкий путь», пьес «Машино счастье» и «Наша молодость». Член Союза писателей СССР.
Умер в Москве в октябре 1985 года.